# IC 1101
IC 1101 je superobří galaxie nacházející se v centru kupy galaxií Abell 2029 v souhvězdí Hada. Jde o jednu z největších a nejsvítivějších galaxií, s průměrem mezi 400 000 až 550 000 světelných let.

## Charakteristika
IC 1101 je klasifikována jako čočková galaxie (S0) typu cD – což znamená, že jde o centrální dominantní galaxii v kupě galaxií. Obsahuje velké množství starých hvězd a jen velmi málo mezihvězdného plynu, což znamená, že v ní téměř neprobíhá tvorba nových hvězd.

## Velikost galaxie
IC 1101 je považována za jednu z největších známých galaxií. Podle některých měření dosahuje průměru až 550 000 světelných let, přičemž její halo se může rozprostírat až do vzdálenosti 2 miliony světelných let.
Některé odhady velikosti galaxie vycházejí z difuzního světla jejího rozsáhlého halového prostředí, které může být v některých případech interpretováno jako součást samotné galaxie. Metodologie měření velikosti galaxie se může lišit v závislosti na použitých vlnových délkách a hranici isofot.
Podle přesnějších měření v blízké infračervené oblasti (2MASS survey) je velikost IC 1101 nižší než některé dřívější odhady, přibližně 400 000 světelných let.

## Počet hvězd a hmotnost galaxie
Odhaduje se, že IC 1101 obsahuje přibližně 100 bilionů hvězd a její celková hmotnost, zejména pokud zahrneme i rozsáhlé halo, je řádově kolem 10^12 slunečních hmot (M☉). Tyto hodnoty jsou přibližné a mohou se lišit v závislosti na metodice měření a interpretaci difuzního světla.

## Supermasivní černá díra
V jádru IC 1101 se nachází supermasivní černá díra s odhadovanou hmotností mezi 40 až 100 miliardami hmotností Slunce. To by ji činilo jednou z nejhmotnějších známých černých děr.

## Vývoj galaxie
IC 1101 pravděpodobně vznikla sloučením mnoha menších galaxií, včetně několika podobných Andromedě a Mléčné dráze.